# سنگلی
شهر سنگلی (به انگلیسی: Sangli) با جمعیت ۵۵۰٫۰۸۲ نفر در ایالت مهاراشترا در کشور هند واقع شده‌است.